# Santa-Lucia-di-Moriani
Santa-Lucia-di-Moriani település Franciaországban, Haute-Corse megyében. Lakosainak száma 1517 fő (2022. január 1.). Santa-Lucia-di-Moriani Poggio-Mezzana, San-Giovanni-di-Moriani és San-Nicolao községekkel határos.

## Népesség
A település népessége az elmúlt években az alábbi módon változott:
| Lakosok száma | 235  | 543  | 772  | 1219 | 1256 | 1368 | 1428 | 1490 | 1519 | 1517 |
|               | 1968 | 1982 | 1990 | 2006 | 2013 | 2015 | 2017 | 2019 | 2020 | 2022 |